# Franklin (New Hampshire)
Franklin ist eine Stadt (city) im US-Bundesstaat New Hampshire. Sie hatte im Jahr 2020 8.741 Einwohner und liegt im Merrimack County. Zur Stadt gehört auch das Dorf West Franklin.

## Geographie
Die Stadt hat eine Fläche von 75,5 km², davon sind 71,4 km² Land- und 4,1 km² (5,45 %) Wasserfläche. Die Stadt liegt im Einzugsgebiet der Flüsse/Bäche Winnipesaukee, Pemigewasset und Merrimack River. Im nördlichen Stadtgebiet liegt der Webstersee. Ein unbenannter Hügel im nordöstlichen Stadtgebiet mit 418 m Höhe ist der höchste Berg Franklins.

## Geschichte
1764 wurde der Ort besiedelt und hieß ursprünglich Pemigewasset Village. Zu Ehren von Benjamin Franklin wurde der Ort 1820 umbenannt. 1828 wurde Franklin zu einer town und 1895 zu einer city erhoben.